# Miguel Bernal Jiménez

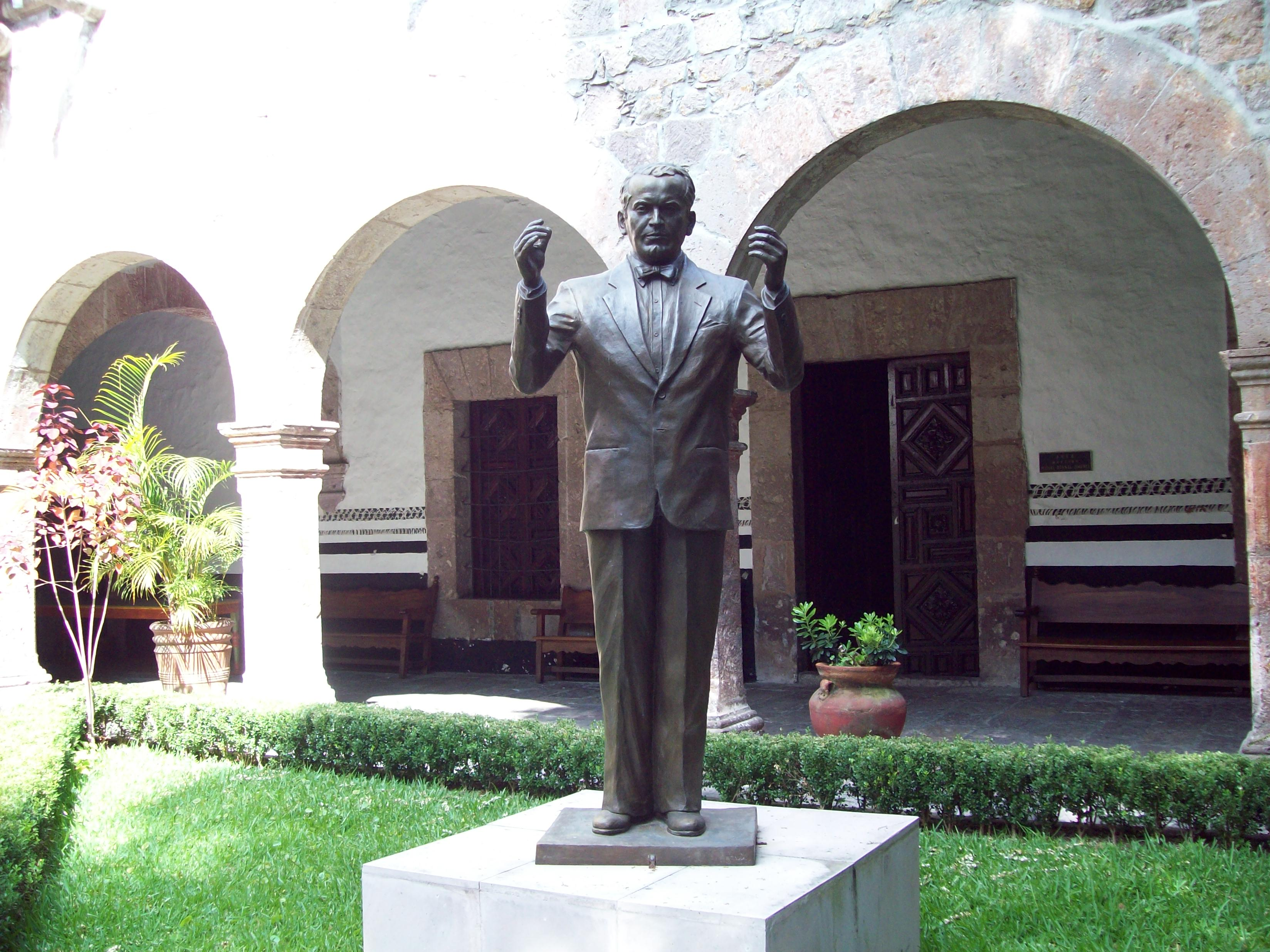
Estatua de Miguel Bernal Jiménez en el Conservatorio de las Rosas, Morelia, Michoacán, México.

José Ignacio Miguel Julián Bernal Jiménez (Morelia, Michoacán, México, 16 de febrero de 1910 - León, Guanajuato, 26 de julio de 1956), conocido como Miguel Bernal Jiménez, fue un compositor, organista, pedagogo y musicólogo mexicano, considerado el gran exponente de la música religiosa del siglo XX en su país, sin dejar de lado su importante aportación al movimiento musical del nacionalismo mexicano. Es considerado por algunos como el máximo exponente del movimiento del nacionalismo sacro.

## Biografía

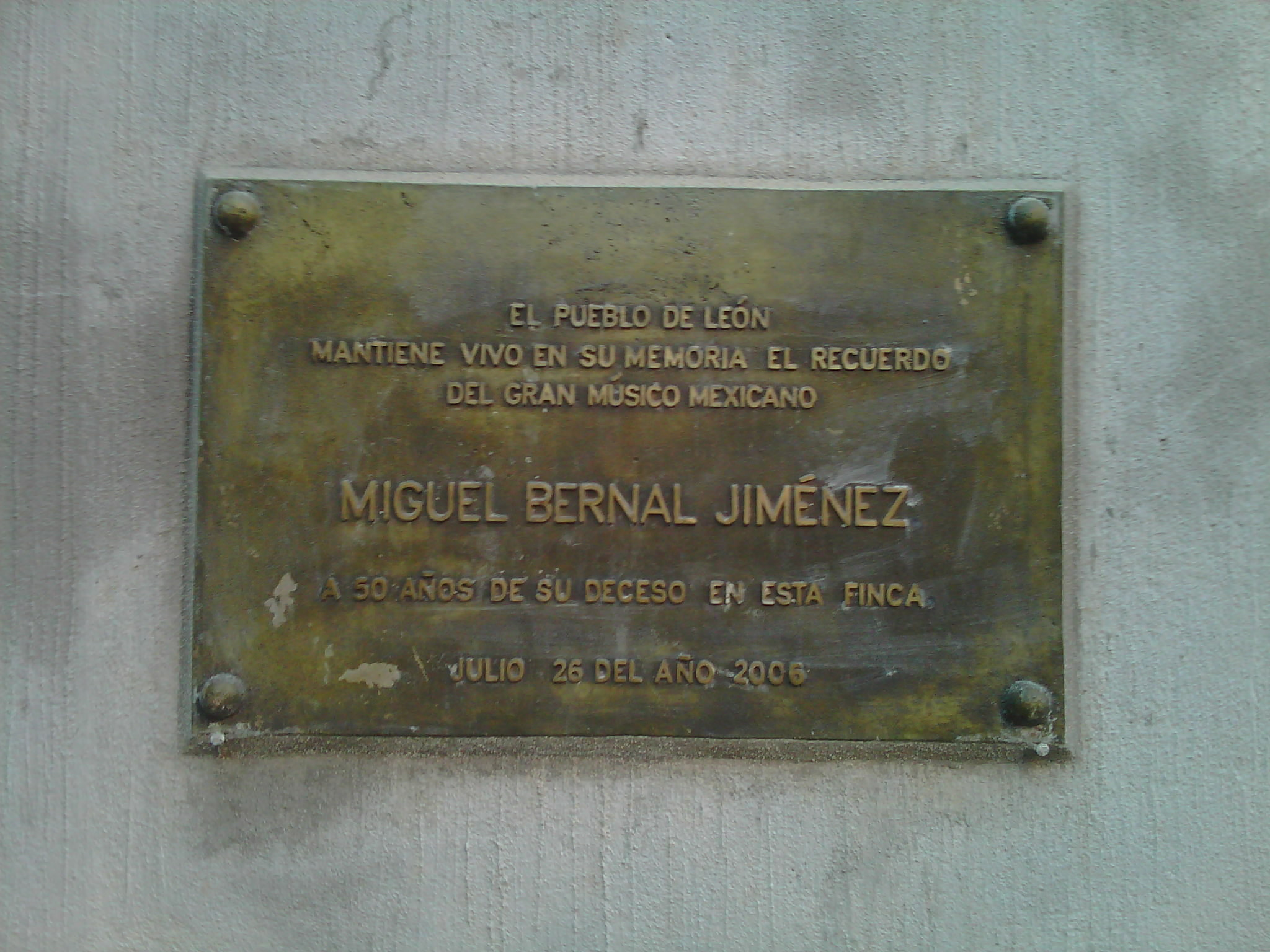
Placa conmemorativa del 50 aniversario luctuoso de Miguel Bernal Jiménez, en León, Guanajuato, México.

Nació en la ciudad de Morelia, en el estado mexicano de Michoacán. Comenzó su carrera musical a los siete años de edad como niño de coro en el Orfeón Pío X, estudiando en el Colegio de Infantes de la Catedral de Morelia. Su talento fue descubierto por sus maestros Felipe Aguilera Ruiz e Ignacio Mier y Arriaga, quienes consiguieron su recomendación y admisión en 1928 al Instituto Pontificio de Música Sagrada de Roma por el canónigo José María Villaseñor. Ahí fue ilustrado en órgano, contrapunto, fuga, musicología paleográfica, composición, instrumentación, armonía y canto gregoriano, y fueron sus maestros César Dobici, Rafael Manari, Rafael Casimiri, Paolo M. Ferretti y Licinio Refice. Se graduó dos años después con los títulos de Doctor en Canto Gregoriano, Maestro de Composición y Concertista de órgano.
En 1933, regresó a México para ser director de la Escuela Superior de Música Sagrada de Morelia, puesto que ocupó durante veinte años. En Morelia se dedicó incansablemente a crear escuelas, así como a dar conciertos, cursos y congresos. Publicó una gran cantidad de libros, partituras y revistas especializadas, poniendo especial énfasis en la música sacra. En 1939, fundó la revista Schola Cantorum, primera en su tipo, y uno de los medios más importantes de difusión musical en su época.
En su época, Miguel Bernal se hizo de un importante lugar en diversos círculos sociales de México, y entabló amistad con otros grandes músicos de su tiempo, entre los que destacan Manuel M. Ponce y Silvestre Revueltas. Fue reconocido internacionalmente y muchas de sus obras se estrenaron en España.
Fundó la Sociedad “Amigos de la Música” en 1938. Por el mismo tiempo, fue partícipe del proyecto político de Manuel Gómez Morín, como socio del Partido Acción Nacional en Michoacán. En 1944, organizó y dirigió el Coro de los Niños Cantores de Morelia. En 1945, inició su dirección del Conservatorio de las Rosas otorgándole su identidad tal y como hoy se conoce. Entre 1945 y 1946, recorrió Estados Unidos y Canadá dando conciertos de órgano. Fue decano del Colegio de Música de la Universidad de Loyola en Nueva Orleans, posición que sostuvo hasta que murió, en 1956, a causa de un ataque al corazón.
Miguel Bernal también publicaba regularmente material musical, musicológico y pedagógico en su publicación periódica Schola Cantorum.

## Obra
El catálogo de Miguel Bernal se extiende a 251 obras, entre música sacra y música profana, dramas sinfónicos, música teatral, sonatas, sinfonías, misas, motetes, himnos y villancicos. Sus trabajos más destacados incluyen:
- 1924 - Ave Gratia Plena.
- 1937 - Cuarteto Virreinal, para cuarteto de cuerdas.
- 1940 - Suite Sinfónica Michoacán.
- 1941 - Por el Valle de las Rosas.
- 1941 - Tata Vasco, drama sinfónico en 5 escenas (libreto M. Muñoz), estrenado el 15 de febrero de 1941 en Pátzcuaro.
- 1941 - Noche en Morelia, poema sinfónico.
- 1941 - Misa Aeternae Trinitatis.
- 1942 - Sonata de Iglesia, para órgano.
- 1942 - Sonata de Navidad, para órgano.
- 1942 - La Virgen que forjó una Patria.
- 1943 - Tingambato, ballet< estrenado el 26 de agosto de 1943 en la Ciudad de México.
- 1943 - Angelus.
- 1945 - Misa Guadalupana Juandieguito.
- 1946 - Preludio y fuga, para órgano.
- 1946 - Sinfonía-Poema México.
- 1949 - Retablo Medieval: Concertino para órgano y orquesta.
- 1949 - Tres Cartas de México.
- 1949 - Catedral, 24 piezas para órgano.
- 1950 - Cuarteto de Navidad.
- 1951 - El Chueco, ballet.
- 1952 - Carteles.
- 1952 - Los Tres Galanes de Juana, ballet. Obra sobre Juana Inés de la Cruz, estrenada en septiembre de 1952 en la Ciudad de México.
- 1953 - Sinfonía Hidalgo.
- 1954 - Antífonas para México.
- 1956 - El Himno de los Bosques.

Su acervo musical está compuesto por muchas y muy diversas obras. Una de las más destacadas es Tata Vasco (1941), drama sinfónico en conmemoración del 400º aniversario de la llegada del obispo Vasco de Quiroga, llamado Tata Vasco por los indios purépechas. Esta obra se estrenó en la ciudad de Madrid, España con vestuario y escenografía de Alejandro Rangel Hidalgo. La obra combina melodías indígenas, cantos gregorianos y melodías románticas para caracterizar cada una de las tres partes involucradas en la historia.
Muchas de sus obras eran realizadas por encargo. Noche de Morelia (1941) fue encargada por la Cruz Roja, y estrenada por la Orquesta Sinfónica Nacional bajo la dirección de su titular y fundador Carlos Chávez. La obra es representativa de muchas de las costumbres de la gente de Morelia en los años cuarenta. Su Sinfonía-Poema México (1946), una de sus obras nacionalistas más representativas, le valió el reconocimiento del compositor español Joaquín Turina.
En su Concertino para órgano y orquesta (1949), pone en manifiesto su admiración por los grandes compositores del Barroco y Clasicismo europeos, cuya influencia no es tan notable en sus demás obras. Bernal Jiménez demuestra también su destreza armónica al concertar la identidad propia del órgano como instrumento solista y acompañarlo grandilocuentemente con la orquesta. El Retablo Medieval que designa a esta obra se caracteriza en sus dos primeras partes: «Mester de Juglares» y «Mester de Clerecía».
El Chueco (1951) es considerada como una de las obras de ballet mexicano más representativas del siglo XX. La obra muestra una sonoridad nacionalista caracterizada por los temas populares acompañados de un fondo inherentemente religioso. La obra se estrenó en 1951 por la Orquesta Sinfónica Nacional en el Palacio de Bellas Artes y dirigida por el mismo Bernal Jiménez.
Su Sinfonía Hidalgo (1953) fue encargada por la Universidad Michoacana de San Nicolás de Hidalgo y estrenada por la Orquesta Sinfónica Nacional, dirigida por su autor en el Teatro Ocampo de Morelia.

### Estilo e influencias
A causa de su nacimiento en pleno inicio de la Revolución mexicana, la obra de Miguel Bernal Jiménez se encuentra definida por un marcado tinte nacionalista. Su educación religiosa y profundo catolicismo, conjugados con su nacionalismo, lo llevaron a encabezar el movimiento conocido como nacionalismo sacro, producto del motu proprio publicado por el papa Pío X en 1903. Este documento promovía la reintroducción de la música sacra por medio de elementos regionales. Junto con la tolerancia religiosa que fue producto de los arreglos entre la Iglesia y el Estado mexicano tras la Guerra Cristera, esto definió el estilo de uno de los músicos más influyentes de la música mexicana contemporánea.
Miguel Bernal Jiménez defendía en la música religiosa la aplicación de una tendencia innovadora para reivindicar su supremacía como arte sacro sobre lo profano. Su estilo musical es ecléctico, su música pretende abarcar una síntesis de lo mexicano y exponer todos los elementos de su realidad.
Miguel Bernal muestra también elementos comunes a Manuel M. Ponce y otros compositores nacionalistas de su época, mezclando su música con temas obtenidos de las tradiciones populares, como cantos de trabajo, lemas religiosos, y melodías de trama política.

## Labor musicológica
Como musicólogo, investigó la historia de la música colonial. Después de largas y penosas búsquedas, descubrió el primer archivo de música colonial mexicana, que data del siglo XVIII y procede del Colegio de Santa Rosa de Santa María de Valladolid, que era el nombre de Morelia en la época del Virreinato, lo que revela a México como el país con el pasado musical más rico e interesante del Nuevo Mundo.

## Labor pedagógica
Miguel Bernal Jiménez cundió también como un gran pedagogo. Sus métodos y publicaciones se probaron con éxito en el Conservatorio de las Rosas y en la Escuela Popular de Bellas Artes. En 1939 fundó la revista Schola Cantorum, que fue durante mucho tiempo uno de los medios de difusión musical más importantes del país. La revista siguió publicándose de manera periódica hasta 1974, y hasta ese año conservó el formato original propuesto por su creador. En esta revista, Bernal Jiménez publicó constantemente material musical, musicológico y pedagógico bajo los seudónimos de “M.Mouse”, “Q.U.D.”, “Primicerius”, “Jaime Le Brungel”, “Fray Florindo”.
Miguel Bernal fue un prolífico académico y su acervo bibliográfico consta de 11 libros y 173 artículos, muchos de ellos utilizados en la enseñanza de la música sacra en diversos lugares del país y en seminarios en México y el extranjero. Entre sus libros, destacan sus tratados de teoría musical del canto gregoriano, entre ellos “La Disciplina Coral”, “Las tres etapas de la ejecución gregoriana”, “Teoría del canto gregoriano”, “El acompañamiento gregoriano” y “La dirección gregoriana”.

## Reconocimiento
Durante su vida recibió el Premio Pontificio en tres ocasiones (1930, 1931, y 1932), el Diploma de Honor de la Federación Teatral Mexicana (1941), la Medalla al Mérito Civil otorgada por el diario “El Universal” (1941), el Premio Nacional (1943) por la música de la película “La Virgen que forjó una Patria”, la Condecoración Generalísimo Morelos (1945), el Primer Premio del Concurso Chopin (1949). En 1956 fue declarado hijo predilecto del estado de Michoacán.